# 奥井那我人
奥井 那我人（おくい ながと、2000年12月15日 - ）は、日本の俳優である。東京都出身。ジュネス所属。

## 人物
- スリーサイズはB75、W65、H82[3]。
- 足のサイズは26センチメートル[3]。

## 出演

### テレビドラマ
- もう誘拐なんてしない（2012年、フジテレビ系列） - 翔太郎（幼少時代）役[3]

### TV
- ホビッチョ！冬スペ （キッズステーション）[3]
  - タカラトミー サムライボーグ[3]
  - バンダイ 怪盗ジョーカーリアル予告状ゲーム[3]
  - バンダイ 妖怪ウォッチ妖怪Pad[3]
- 戦国炒飯TV 〜なんとなく歴史が学べる映像〜（2020年、TOKYO MX） - うつけ坂49・落合小八郎 役[4]

### 映画
- 『ガッチャマン』（2013年、東宝）- 健（幼少期）役[3]

### 舞台
- チェリーボーイズ（2016年4月13日 - 17日、博品館劇場） - 翔太 役[5][6]
- ミュージカル『テニスの王子様』3rdシーズン - 加藤勝郎 役[2]
  - 青学vs六角（2016年12月22日 - 2017年2月12日、TOKYO DOME CITY HALL 他）[7][8]
  - コンサート Dream Live 2017（2017年5月26日 - 28日、横浜アリーナ）[9][10]
  - 青学vs立海（2017年7月14日 - 10月1日、TOKYO DOME CITY HALL 他）[11][12]
  - TEAM Party SEIGAKU・ROKKAKU（2017年10月26日 - 11月5日、AiiA 2.5 Theater Tokyo 他）[13][14][注 1]
  - 青学vs比嘉（2017年12月21日 - 2018年2月18日、TOKYO DOME CITY HALL 他）[15][16]
  - コンサート Dream Live 2018（2018年5月5日 - 20日、神戸ワールド記念ホール 他）[17][18]
- サイバーパンク朗読劇「RAYZ OF LIGHT//落陽散花」（2018年6月2日・3日、東京天然温泉 古代の湯） - 村雨権十郎 役[19][20]
- 『鬼切丸伝〜源平鬼絵巻〜』再演（2018年6月20日 - 24日、全労済ホール スペース・ゼロ） - 青鬼丸 役[3][21][22]
- あんステフェスティバル（2018年9月22日 - 27日、横浜文化体育館 他） - 天満光 役[23][24]
- あんさんぶるスターズ！エクストラ・ステージ - 天満光 役
  - ～Memory of Marionette～（2018年12月28日 - 2019年2月15日、天王洲 銀河劇場 他）[25]
  - ～Night of Blossoming Stars～（2019年12月28日 - 2020年2月1日、福岡サンパレス ホテル＆ホール 他）[26]
  - 『あんさんぶるスターズ！THE STAGE』-Party Live-（2023年3月25日・26日、ぴあアリーナMM）[27]
  - 『あんさんぶるスターズ！THE STAGE』-Blessing Moment-（2025年10月31日 - 11月9日〈予定〉、品川プリンスホテル ステラボール / 11月14日 - 23日〈予定〉、AiiA 2.5 Theater Kobe）[28][29]
- 『僕のヒーローアカデミア』The “Ultra” Stage - 峰田実 役
  - 『僕のヒーローアカデミア』The “Ultra” Stage（2019年4月12日 - 29日、天王洲 銀河劇場 他 / 6月7日 - 9日、中国・上海虹橋芸術センター）[30][31]
  - 『僕のヒーローアカデミア』The “Ultra” Stage 本物の英雄（2020年3月20日 - 27日、品川プリンスホテル ステラボール 他）[32][注 2]
  - 『僕のヒーローアカデミア』The “Ultra” Stage 本物の英雄 PLUS ULTRA ver.（2021年12月3日 - 12日、TOKYO DOME CITY HALL / 2021年12月24日 - 26日、京都劇場）[34][注 3]
  - 『僕のヒーローアカデミア』The “Ultra” Stage 最高のヒーロー（2023年4月29日 - 5月7日、天王洲 銀河劇場 / 5月12日 - 14日、AiiA 2.5 Theater Kobe / 5月19日 - 21日、日本青年館ホール）[38]
- 魔術士オーフェン はぐれ旅 - マジク 役
  - 魔術士オーフェン はぐれ旅（2019年8月15日 - 18日、新宿村LIVE）[39]
  - 魔術士オーフェン はぐれ旅-牙の塔編-（2019年11月7日 - 12日、六行会ホール）[40]
- BRAVE10～昇焉～（2020年9月19日 - 27日、ところざわサクラタウン ジャパンパビリオン ホールA）- 真田大助 役[41]
- 舞台「SERVAMP-サーヴァンプ-」（2020年11月27日 - 12月6日、こくみん共済 coop ホール/スペース・ゼロ） - ヒュー・ザ・ダーク・アルジャーノンIII世 役[42]
- 朗読劇 ドラゴンギアス Another～再生のための物語～（2021年4月7日 - 11日、渋谷区文化総合センター大和田 伝承ホール） - ジップ 役（Wキャスト）[43]
- ゴールデン街の片隅で（2021年8月18日 - 22日、シアターサンモール） - 江原福太 役[3][44]
- 舞台「ヲタクに恋は難しい」（2022年5月11日 - 15日、新宿シアターサンモール）- 一条良樹 役
- 朗読劇「Deep Dance Dollys!」（2022年7月22日 - 24日、新宿シアター・ミラクル）[45]
- 戦国NEO原∞（2023年1月11日 - 15日、六行会ホール）[46]
- 志立彩色学園アイドル科（2025年2月11日 - 16日、バルスタジオ）[47]

### イベント
- ソフトボイルド-ソフボ祭Vol.3- 〜ゴールデン街の片隅で〜（2021年9月3日、SHIBUYA TAKE OFF 7）[48]

### CM
- ホビッチョ！Yフリッカー[3]
- マキロンかゆみどめ液P[3]
- ハピネット VS魔界スマッシュ[3]
- 栄光ゼミナール[3]

### その他
ポスター
- 栄光ゼミナール[3]
- 鶴見大学附属中学校・高等学校[3]

カタログ
- 11住まいの快適物語春号[3]

チラシ
- ベイシア折込チラシ[3]
- しまむらチラシ[3]